# Colossendeis bruuni
Colossendeis bruuni is een zeespin uit de familie Colossendeidae. De soort behoort tot het geslacht Colossendeis. Colossendeis bruuni werd in 1956 voor het eerst wetenschappelijk beschreven door Fage. 